# Les Isles-Bardel
Les Isles-Bardel é uma comuna francesa na região administrativa da Normandia, no departamento Calvados. Estende-se por uma área de 6 km². Em 2010 a comuna tinha 63 habitantes (densidade: 10,5 hab./km²).